# Marcuard
Marcuard is een uit Vaud afkomstige, Zwitserse adellijke familie.

## Geschiedenis
De familie wordt voor het eerste vermeld in 1543. In 1772 verkregen ze adeldom van het H.R.Rijk door adelbrieven. In 1992 woonde het hoofd van het geslacht, Sigismond Marcuard, in Bern.
De familie is ook bekend geworden door het bankiershuis Banque Marcuard Cook & Cie. in Genève dat in 2001 werd gekocht door de Anglo Irish Bank.
Bankiersdochter Hélène Edle von Marcuard (1885-1964) trouwde met de Franse schrijver Guy graaf de Pourtalès (1881-1942).